# L'Île-Saint-Denis
L'Île-Saint-Denis is een gemeente in Frankrijk, gelegen in het departement Seine-Saint-Denis (regio Île-de-France). Het telt 8.664 inwoners (2021). De plaats maakt deel uit van het arrondissement Saint-Denis.

## Geografie
De gemeente valt samen met het riviereiland Île Saint-Denis in de Seine. 
De oppervlakte van L'Île-Saint-Denis bedraagt 1,77 km², de bevolkingsdichtheid is 4.895 inwoners per km².
De onderstaande kaart toont de ligging van L'Île-Saint-Denis met de belangrijkste infrastructuur en aangrenzende gemeenten.

## Demografie
Onderstaande figuur toont het verloop van het inwonertal (bron: INSEE-tellingen).

## Galerij

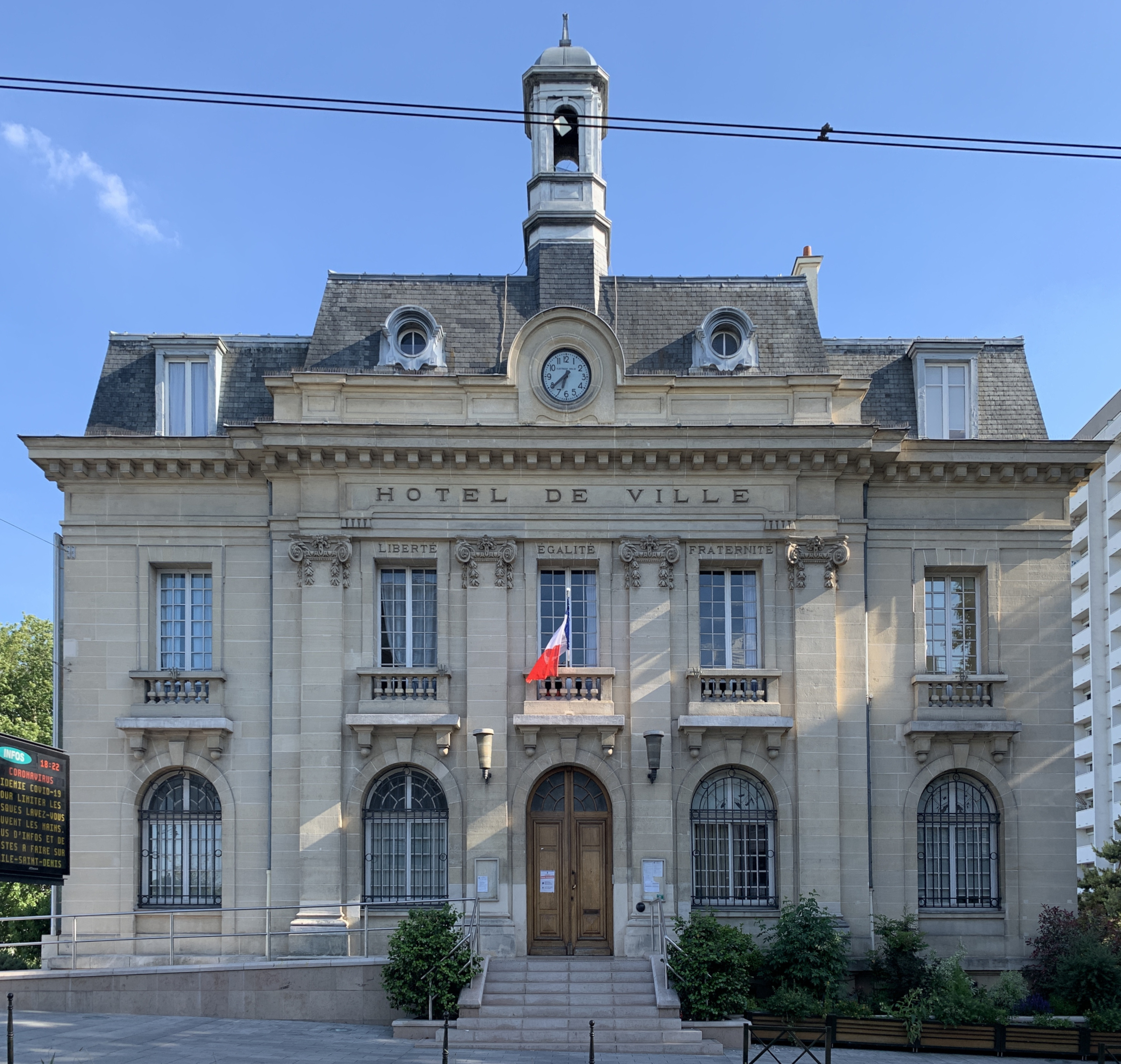
Het gemeentehuis
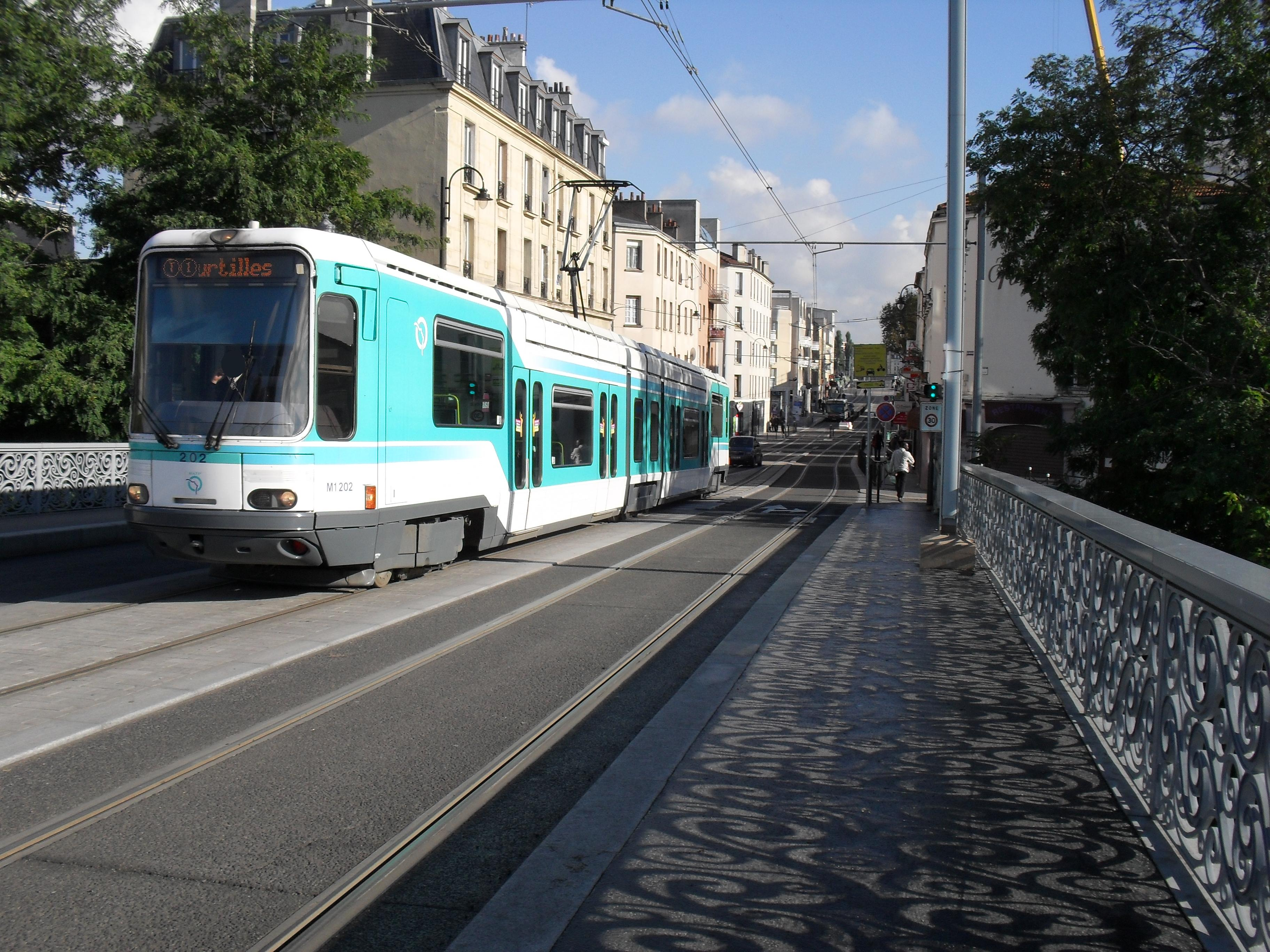
Tramlijn 1 op de Pont de l'île Saint-Denis